# Igreja de São João da Ribeira
A Igreja de São João da Ribeira é uma igreja situada na freguesia de Ribeira, em Ponte de Lima. É um edifício de arquitetura românica de nave única, tendo sido ampliado e reformulado no século XVIII em estilo barroco. Em 2020 foi classificada como Monumento de Interesse Público.